# 田沼健
田沼 健（たぬま けん、1847年1月2日（弘化3年11月16日） - 1909年（明治42年）7月6日）は、幕末の高田藩士、明治期の内務官僚。官選山梨県知事。名・利遂、通称・周太郎。

## 経歴
越後国頸城郡高田蓮池横町（現新潟県上越市）で、高田藩士・田沼善太夫（通称・恆）の長男として生まれる。藩儒・木村容斎に学んだ。明治2年9月（1869年）、高田藩史監となり、さらに同藩少属十四等出仕を務めた。
廃藩置県後、柏崎県に出仕。1873年8月、新潟県少属に就任し、楠本正隆県令に仕えた。楠本が東京府知事に転じると、1876年、同府少書記官に就任。1883年6月、神奈川県大書記官に転じた。
1893年（明治26年）3月21日、山梨県知事に就任。1894年（明治27年）にコレラ・赤痢が山梨県内に流行し、その防疫に尽力。また、1895年（明治28年）6月に甲府測候所を新設した。1896年（明治29年）8月12日に山梨県知事を依願免本官となり退官。その後、横浜に閑居し、同地で卒去した。

## 栄典・授章・授賞
- 1883年（明治16年）7月16日 - 従六位[5]
- 1893年（明治26年）4月11日 - 正五位[6]
- 1896年（明治29年）9月21日 - 従四位[7]

外国勲章佩用允許
- 1885年（明治18年）6月9日 - ハワイ王国：王冠勲章ナイトコマンドル[8]